# رامي بروكس
رامي بروكس (بالإنجليزية: Ramy Brooks)‏ هو سائق زلاجة ‏ أمريكي، ولد في 24 ديسمبر 1968.

## وصلات خارجية
- رامي بروكس على موقع سباق إديتارود تريل لزلاجات الكلاب (الإنجليزية)